# Шахта имени М. В. Фрунзе (Ровеньки)
Шахта имени М. В. Фрунзе — угледобывающее предприятие ГП «Ровенькиантрацит» в городе
г. Ровеньки Луганской области Украины. Официальное название ГОАО «Шахта им. М. В. Фрунзе».

## История
Начало действующей шахты было заложено сразу после освобождения района от немецких войск. В поселке Ясеновском (бывший поселок Лобовка) в 1943 году началось восстановление затопленной шахты «Автостекло» и с этого года она стала называться шахтой № 31-32. Шахта имени М. В. Фрунзе была заложена в 1965 году как реконструкция двух шахт: шахты № 31-32 и шахты № 3-80, и сдана в эксплуатацию в 1975 году с проектной производственной мощностью 1 млн 800 тыс. тонн угля в год.
В 1982 году шахта была награждена орденом Трудового Красного Знамени. 
Работники шахты:
- Гениевский, Сергей Иванович — Герой Украины.
- Скрыпник, Николай Николаевич — Герой Социалистического Труда.
- Тхор, Алексей Иванович — лауреат Государственной премии СССР.

## Адрес
94781, Украина, Луганская область, пгт Ясеновский.